# Kouilou (See)
Der Kouilou-Stausee (französisch: Barrage du Kouilou, auch: Hydroelektrisches Projekt Kouilou oder Sounda-Talsperre) ist das Projekt eines Stausees in der Republik Kongo, der nach seiner Fertigstellung ein Fassungsvermögen von 35 km³ und eine Fläche von 874 oder sogar 1800 km² haben wird.
Der Kouilou-Stausee (in der Transkription oft auch: Kwilu, Kwila oder Kwil) wird sich im Wesentlichen aus den beiden Zuflüssen Kouilou, der in der Niari-Region Niari genannt wird, und Louessé speisen und in den Fluss Kouilou entwässern. Es handelt sich bei diesen Flüssen um ein komplexeres hydrologisches System, welches das gesamte Kongobecken zwischen der Rumpfflächenlandschaft der abfallenden Niederguineaschwelle und dem Atlantik beherrscht und sich über 4 von insgesamt 12 Departements des Landes (Lékoumou, Bouenza, Niari und Kouilou).

## Talsperre
Das Hauptbauwerk des Talsperrenprojekts ist eine Bogenstaumauer, die bis zu 137 Meter hoch werden soll. Auch 125 Meter werden genannt. Die Staumauer wird 345 m lang und an der Basis 15 m, an der Mauerkrone 5 m breit sein. Das Bauwerk soll in der Sounda-Schlucht 90 km nordöstlich von Pointe-Noire errichtet werden. Deswegen wird das Projekt auch Sounda-Talsperre genannt.

## Wasserkraftwerk
Das Wasserkraftwerk soll in drei Phasen errichtet werden. Zunächst sollen zwei Turbinen 10 MW erzeugen, damit erste Einnahmen erzielt werden können. In der zweiten Phase soll mit einer rund 40 m hohen Staumauer ein Kraftwerk mit 240 oder 360 MW betrieben werden, und im Endausbau soll die Staumauer auf 137 m erhöht werden, wodurch mit 5 Turbinen à 200 MW eine Stromproduktion von 1000 MW möglich wird. Nur ein Teil von ca. 50 MW ist für den Bedarf der Bevölkerung vorgesehen. Zwei 90 km lange Stromleitungen mit 380 kV sollen den Strom bis zu den Industrieanlagen in der Hafenstadt Pointe-Noire leiten, wo der Kouilou in den Atlantik mündet. Die Energie wird vor allem für die Aluminium- und Magnesiumproduktion benötigt. Das kanadische Unternehmen Alloy steht hinter dem Projekt. Es werden Baukosten von 925 Millionen US-Dollar genannt.
Das Kouilou-Projekt ist seit dem Bau des Nasser-Sees und der Cahora-Bassa-Talsperre das gewaltigste Stauvorhaben auf dem afrikanischen Kontinent. Bereits die französische Kolonialmacht hatte den Bau eines solchen Stausees erwogen, nach der Unabhängigkeit des Kongos verschwanden die Pläne jedoch vor dem Hintergrund jahrzehntelanger politischer Instabilität der Region in den Schubladen.
Im Juni 1996 wurde von Nachrichtenagenturen schon einmal der Baubeginn gemeldet. Mit der Hilfe von südafrikanischen Experten und Geldgebern solle innerhalb von 14 Monaten zunächst ein 240-MW-Kraftwerk errichtet werden. Präsident Pascal Lisouba hatte offiziell den Start des Projekts gefeiert. Die Arbeiten wurden jedoch wieder eingestellt. Nach neueren Informationen soll das Projekt 2024[veraltet] fertiggestellt werden.
Die Kouilou-Talsperre wird das kongolesische Ökosystem in diesem Gebiet nachhaltig verändern.